# Mayoría absoluta
La mayoría absoluta a la circunstancia que se da en una votación cuando un candidato o proposición obtiene más de la mitad de los votos, es decir, cuando obtiene más votos favorables que no favorables (desfavorables + abstenciones).

## Sistemas parlamentarios
Por lo general, en los sistemas parlamentarios y, por extensión, en cualquier órgano colegiado público o privado, se dice que es necesaria la mayoría absoluta cuando la votación sobre un asunto sometido a su consideración requiere, para su aprobación, una mayoría igual o superior a la mitad más uno del número total de miembros de la cámara u órgano en cuestión, sean o no estos asistentes a la sesión del mismo.
En este caso, se tiene en cuenta el número de miembros que componen el organismo, no los presentes, de tal manera que si la mayoría de miembros presentes no representa la mayoría absoluta de miembros totales, no da lugar a la aprobación del acuerdo. Igualmente, se tiene en cuenta como miembros en el cómputo, no solo a quienes puedan ejercer en ese momento su derecho, sino también a aquellos que, por diversos motivos, no puedan —bien por encontrarse ausentes, enfermos o haber cesado— si el relevo de los mismos no se ha producido.

## Elecciones
En las elecciones de algunos países, se usa el concepto de mayoría absoluta de los sufragios válidamente emitidos, para decidir que un candidato ha sido electo o no o para tener mayoría absoluta en el parlamento.
En caso de que ningún candidato alcance dicha mayoría absoluta, puede existir un mecanismo de segunda vuelta electoral o balotaje entre las dos más altas mayorías relativas, o establecerse que algún órgano, generalmente el Congreso o Parlamento, elija al ganador.